# Region Wschodni (Oman)
Region Wschodni (arab. المنطقة الشرقية, trb. Al-Mintaka asz-Szarkijja, trl. Al-Minṭaqah ash-Sharqiyyah) – istniejący do 2011 region (mintaka) Omanu, położony w północno-wschodniej części kraju, nad Morzem Arabskim. Ośrodkiem administracyjnym było miasto Sur. Jego powierzchnia wynosiła ok. 36 800 km² a liczba mieszkańców ok. 314 tys. (2003). Na zachodzie graniczył z regionem Ad-Dachilijja, na północy z prowincją Maskat a od południa z Regionem Centralnym.
W jego skład wchodziło 11 wilajetów:
- Sur
- Ibra
- Al-Mudajbi
- Al-Kamil wa-Al-Wafi
- Dża’alan Bani Bu Hasan
- Dża’alan Bani Bu Ali
- Wadi Bani Chalid
- Dima wa-Tajin
- Badijja
- Al-Kabil
- Masira

W 2011 roku w jego miejsce ustanowiono dwie prowincje (muhafahazy), których polskie egzonimy to Prowincja Południowo-Wschodnia i Prowincja Północno-Wschodnia.